# Королівський астроном Шотландії

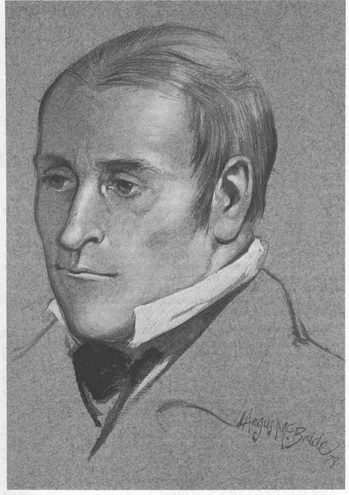
Томас Гендерсон, перший Королівський астроном Шотландії

Королі́вський астро́ном Шотла́ндії (англ. Astronomer Royal for Scotland) — титул, уведений в 1834 році англійським королем Вільгельмом IV для осіб, що обіймали пост директора Королівської обсерваторії Единбургу.
Від 1995 року це просто почесний титул.

## Список Королівських астрономів Шотландії
- 1834—1844: Томас Джеймс Гендерсон
- 1846—1888: Чарлз Піацці Сміт[en]
- 1889—1905: Ральф Коупленд[en]
- 1905—1910: Френк Вотсон Дайсон
- 1910—1937: Ральф Аллен Семпсон[en]

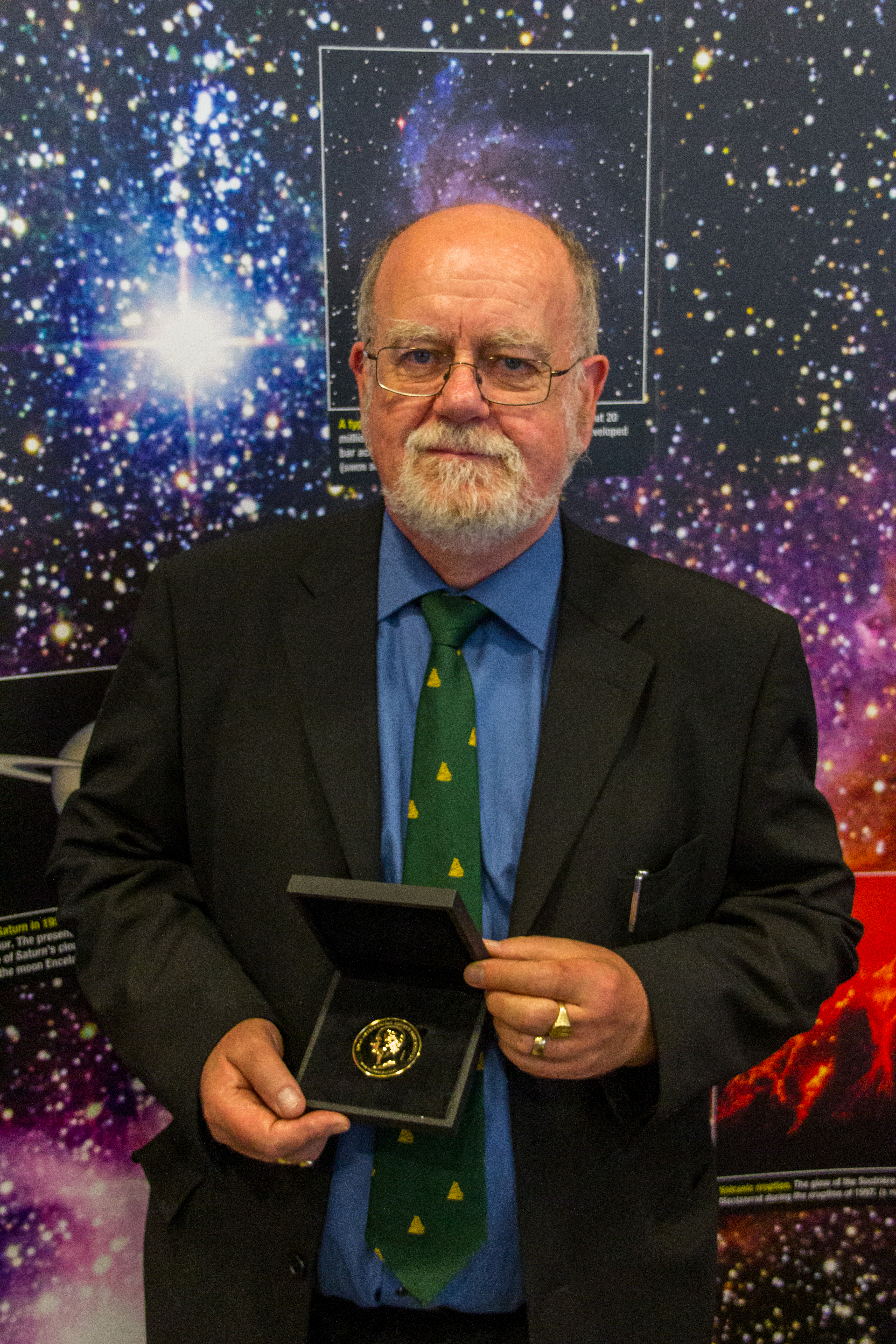
Джон Кемпбелл Браун чинний (з 1995) Королівський астроном Шотландії

- 1938—1955: Вільям Майкл Герберт Грейвз[en]
- 1957—1975: Герман Брюк[en]
- 1975—1980: Вінсент Картледж Реддіш[en]
- 1980—1990: Малькольм Лонгейр[en]
- 1991—1995: вакансія
- з 1995: Джон Кемпбелл Браун